# Frederick Herzberg
Frederick Irving Herzberg (Lynn, Massachusetts, EUA, 18 de Abril de 1923 - 19 de Janeiro de 2000, Salt Lake City, Utah) foi o autor da "Teoria dos dois fatores" que aborda a situação de motivação e satisfação das pessoas. 
Herzberg, verificou e evidenciou através de muitos estudos práticos a presença de que dois fatores distintos devem ser considerados na satisfação do cargo; são eles: os Fatores Higiênicos e os Motivacionais.
A "Teoria dos dois fatores" de Herzberg afirmava que:
- A satisfação no cargo é função do conteúdo ou atividades desafiadoras e estimulantes do cargo, são os chamados "fatores motivadores";
- A insatisfação no cargo é função do ambiente, da supervisão, dos colegas e do contexto geral do cargo, enriquecimento do cargo (ampliar as responsabilidades) são os chamados "fatores higiênicos".

## Chumaço de Fatores higiênicos
Esses fatores estão relacionados com o meio que o funcionário atua, são fatores determinados pela organização, e que fazem parte da cultura da empresa, ou seja, fora do controle dos funcionários, de responsabilidade apenas da empresa e de seus respectivos administradores. Esses fatores são necessários para ajustar os colaboradores a seu ambiente, porém não são determinantes para gerarem motivação ou produtividade a longo prazo. 
São fatores que referem-se às condições que rodeiam o funcionário enquanto trabalha, englobando as condições físicas e ambientais de trabalho, como: o salário e os benefícios, a política da empresa, o tipo de supervisão recebido, o clima de relações entre a direção e os funcionários, os regulamentos internos, as oportunidades existentes, a estabilidade no cargo e etc. 
Todos os fatores higiênicos correspondem à perspectiva ambiental e constituem-se nos fatores tradicionalmente utilizados pelas organizações para se obter motivação dos funcionários. Herzberg considera esses fatores higiênicos muitos limitados na sua capacidade de influenciar poderosamente o comportamento dos empregados. Este, escolheu a expressão "higiene" exatamente para refletir o seu caráter preventivo e profilático e para mostrar que se destinam simplesmente a evitar fontes de insatisfação do meio ambiente ou ameaças potenciais ao seu equilíbrio. 
Quando esses fatores são ótimos, simplesmente evitam a insatisfação, uma vez que sua influência sobre o comportamento, não consegue elevar substancial e duradouramente a satisfação. Porém, quando são precários, provocam insatisfação.

## Fatores motivacionais
Estes fatores são aqueles que se referem ao trabalhador e não à empresa como no caso dos fatores higiênicos. 
São considerados fatores motivacionais para Herzberg as tarefas e aos deveres relacionados ao cargo em si, como: crescimento profissional, desenvolvimento e aprimoramento de habilidades, responsabilidade do cargo ocupado, auto-realização em cumprir as tarefas designadas e, claro o reconhecimento de seu trabalho.
São os fatores motivacionais que produzem algum efeito duradouro de satisfação e de aumento de produtividade em níveis de excelência, isto é, acima dos níveis nominais. O termo motivação, para Herzberg, envolve sentimentos de realização, de crescimento e de reconhecimento profissional, manifestados por meio do exercício das tarefas e atividades que oferecem um suficiente desafio e significado para o trabalhador. 
Em suma, a teoria dos dois fatores  de Herzberg sobre a satisfação do trabalhador afirma que:
- a satisfação no cargo, é a função do conteúdo ou atividades desafiadoras e estimulantes do cargo: são os chamados Fatores Motivacionais;

- a insatisfação no cargo é função do ambiente, da supervisão, dos colegas e do contexto geral do cargo: são os chamados Fatores Higiênicos.

```
O conteúdo de uma tarefa é mais importante para a motivação dos trabalhadores do que a ambiência em que ela se desenvolve. Cabe, portanto a organização, enriquecer a tarefa e fazer com que os indivíduos se sintam capazes de desenvolvê-la, sendo reconhecidos por isso.
A concessão, em níveis adequados, de fatores higiênicos, como segurança, salário e status, é importante para evitar que os empregados se sintam desmotivados, mas não gera tal concessão, motivação.
Para que os trabalhadores se sintam motivados a desempenhar as suas tarefas, é preciso que se dê constante atenção a fatores como reconhecimento, responsabilidade e desenvolvimento individual, além da definição adequada da tarefa em si.
```

(Ferreira et al. (2006, p.88).